# Phố Hàng Bạc
Phố Hàng Bạc nằm trong khu vực phố cổ Hà Nội. Vào thời thuộc Pháp cuối thế kỷ XIX phố có tên tiếng Pháp là Rue des changeurs (phố của những người đổi tiền). Từ năm 1945 phố được đổi tên thành Hàng Bạc.

## Vị trí
Phố Hàng Bạc ngày nay thuộc phường Hàng Bạc, quận Hoàn Kiếm, thành phố Hà Nội. Toàn phố có chiều dài khoảng 0,5 km nằm theo hướng Đông - Bắc. Đầu phố phía Tây là ngã tư giáp với các phố Hàng Ngang, Hàng Đào, Hàng Bồ. Đầu phố phía Đông giáp phố Hàng Mắm. Hàng Bạc nằm cách Hồ Hoàn Kiếm 0,3 km về phía Bắc.

## Lịch sử

Phố Hàng Bạc vào năm 1883.

Do ông Lưu Xuân Tín được nhà vua cho phép mở lò đúc bạc thành nén cho triều đình, kéo người trong họ hàng và người làng Trâu Khê (hay Châu Khê, xã Thúc Kháng, huyện Bình Giang - Hải Dương) ra đây mở phường đúc bạc, thành lập trường đúc ở số nhà 58 Hàng Bạc. Căn cứ theo nội dung ghi tạc trên tấm bia đặt tại đình Dũng Hãn (ở số nhà 42) thì phố Hàng Bạc được thành lập vào thời nhà Lê hoặc sớm hơn một chút. Thời kỳ này, Hàng Bạc thuộc về phường Đông Các, huyện Thọ Xương. Vào thời Nguyễn, đất Hàng Bạc thuộc thôn Dũng Thọ, huyện Thọ Xương, phủ Hoài Đức, tỉnh Hà Nội.
Nghề kim hoàn truyền thống trên phố Hàng Bạc ngày nay có lịch sử phát triển từ một làng nghề khác ở Bắc Bộ, đó là làng Làng Châu Khê, xã Thúc Kháng, huyện Bình Giang, tỉnh Hải Dương. Dưới triều vua Lê Thánh Tông (thế kỷ 15), vị quan thượng thư bộ lại Lưu Xuân Tín, ông vốn là người làng Châu Khê, được triều đình giao việc thành lập một xưởng đúc bạc nén (đơn vị tiền tệ dùng để trao đổi lấy hàng hoá) ở kinh thành Thăng Long (là Hà Nội ngày nay). Đầu thế kỷ 19, khi triều Nguyễn chuyển vào Huế có mang theo theo cả xưởng đúc bạc nén vào trong đó. Bấy giờ, phần lớn thợ Châu Khê còn ở Thăng Long vẫn tiếp tục với nghề kim hoàn truyền thống của mình, họ thành lập phường thợ ở tại phố Hàng Bạc ngày nay. Ngoài ra, Hàng Bạc còn tập trung cả thợ vàng bạc ở Định Công và Đồng Tâm tới lập nghiệp
Qua những thời kỳ thăng trầm phát triển nghề, không chỉ người thợ làng gốc, ngay cả người Châu Khê đang làm ăn sinh sống ở phố Hàng Bạc vẫn rất gắn bó, hỗ trợ nhau từ nghề nghiệp, buôn bán, đến sinh hoạt văn hóa, tín ngưỡng. Sống ở "phố" nhưng họ vẫn giữ tình "làng", cứ đến ngày 19 tháng Giêng âm lịch hàng năm, nhiều gia đình lại trở về để cùng dự hội làng, làm lễ dâng hương báo công với Đức Thành Hoàng và giỗ Tổ nghề kim hoàn.

## Các di tích nổi bật
Ngày nay tại phố Hàng Bạc vẫn còn những ngôi nhà ghi dấu sử nghề của người làng Châu Khê. Như số nhà 58, xưa là Trang xưởng đúc bạc nén, số nhà 50 là Đình Thượng và số 42 là Đình Hạ thuộc những điểm giao dịch thu nhận bạc nén thành phẩm. Di tích thờ tự có đình Dũng Hãn (số nhà 42) có niên hiệu Cảnh Hưng thứ 44, xây dựng vào cuối thế kỷ 18, đình thờ Linh Lang Vương, bên ngoài có miếu thờ thần nữ. Đây cũng là ngôi đình rộng nhất ở phố cổ Hà Nội.

## Sản phẩm truyền thống
Từ triều Gia Long, trong phố có một vị Ty quan quản lý công việc bạc, thu bạc vụn từ các tỉnh rồi giao cho các tràng đúc. Sau khi đúc thành bạc nén lại trao trả cho tỉnh, chuyển về kinh nhập vào công khố.
Theo cách chế tác thủ công truyền thống, người thợ kim hoàn Hàng Bạc đã làm ra được nhiều sản phẩm tinh xảo đó chính là những đồ trang sức đơn thuần như nhẫn, khuyên tai, vòng xuyến, vòng bạc cho phụ nữ hoặc trẻ em. Nhưng chủ yếu vẫn là đồ trạm (chạm, khắc), được phổ biến dựa theo các hình mẫu trang trí như Tứ linh (lân, ly, quy, phượng), Lưỡng long chầu nguyệt (hai con rồng cùng chầu mặt trăng), Bát vật (Tám con vật). Ngoài đó ra. Hình ảnh con người và các loại cây, dựa theo quan niệm phương Đông tượng trưng cho tính quân tử, là trúc, mai, lan, cúc, Bát quả (Tám loại trái cây), và Bát bảo (Tám vật dụng quý)... cũng được thể hiện qua các sản phẩm trong nghề kim hoàn Hàng Bạc, vốn đã có bề dày kinh nghiệm chế tác từ thời kỳ hình thành các làng nghề truyền thống.
Ở bất kỳ đồ vàng bạc trơn thuần hay chạm khắc hoặc đồ nữ trang, đều rất dễ nhận thấy hai đặc điểm nổi bật của các sản phẩm kim hoàn Hàng Bạc, là luôn tạo dáng nghệ thuật và văn hoa tinh xảo, sinh động.
Đến nay, tuy nghề buôn bán trao đổi vàng bạc không chỉ còn tập trung ở một nơi là phố Hàng Bạc. Rải rác có các cửa hiệu buôn bán và chế tác kim hoàn phát triển trên nhiều phố khác ở Hà Nội. Tuy nhiên, Hàng Bạc vẫn là nơi tập trung những người thợ kim hoàn tay nghề cao, nhưng không nhiều như xưa.
Hiện nay bạc nén được sử dụng dùng để trang trí, tài sản có giá trị, trấn yểm long mạch, trong các lễ nghi văn hóa tín ngưỡng ở vùng miền núi. trong hôn nhân của dân tộc thái (Dựng vợ, gả chồng. Người lào.
Giá trị của một nén bạc luôn tương đương bằng 1/2 giá trị 1 cây vàng. Nén bạc rất hiếm vì các của hàng vàng bạc thường thu mua để sản xuất các mặt hàng mỹ nghệ, trang sức.